# Swift Creek (Baker River)
Der Swift Creek ist ein südwärts fließender Nebenfluss des Baker River im Whatcom County im US-Bundesstaat Washington. Er ist etwa 11 km lang und entspringt an Gletschern nahe dem Table Mountain und der Kulshan Ridge; er fließt zunächst westwärts, bevor er sich mit anderen Gletscherbächen vereinigt. Danach windet er sich über mehrere Meilen süd-südostwärts bis zum Baker Lake, wo er sich kurz vor der Mündung mit dem Morovitz Creek vereint. Der Park Creek ist ein kleiner ostwärts fließender Bach, der sehr nahe am Swift Creek in den Baker Lake mündet, jedoch nicht als dessen Zufluss angesehen werden sollte. Die NFD 11 (Baker Lake Road) quert das Flüsschen nahe seiner Mündung, die sich kurz unterhalb derer des Shannon Creek befindet.